# Jaskinia nad Galoską
Jaskinia nad Galoską – jaskinia w skale Okrążek w grupie Skałek Piekarskich na lewym brzegu Wisły w miejscowości Piekary pod Krakowem. Pod względem geograficznym znajduje się na Obniżeniu Cholerzyńskim w obrębie makroregionu Bramy Krakowskiej.

## Opis jaskini
Składa się z niskiej komory o długości 12 m oraz niewielkich jej odgałęzień. Ma trzy otwory wlotowe na wysokości 220 m n.p.m. na południowej ścianie w nieuławiconych wapieniach. Łączna długość wszystkich korytarzy wynosi 25 m. Szerszy wylot jaskini wsparty jest trzema kolumnami skalnymi. Do wnętrza jaskini dociera światło. Klimat nie jest stały, lecz podlega atmosferycznym wpływom. Jaskinia nie posiada nacieków, natomiast na jej dnie znajduje się namulisko, ale jego większość została usunięta przez archeologów, którzy dwukrotnie je przekopywali. 
Wytworzona została w skalistych wapieniach w okresie późnej jury. Była modelowana przez wody płynące, o czym świadczą występujące w jej dnie meandry. Na ścianach pod okapem występują nieliczne glony i porosty, na spągu przy otworach licznie natomiast krzewy – dereń świdwa, róża dzika, jeżyna popielica i inne jeżyny oraz rośliny zielne – krwawnik pospolity, rzeżusznik piaskowy, komosa, kuklik pospolity, kupkówka pospolita, wrotycz pospolity i inne. Ze zwierząt obserwowano tylko pająki. Często natomiast odwiedzana jest przez ludzi, o czym świadczą stale pozostawiane w niej śmieci.

## Historia poznania i eksploracji
Jaskinia znana była od dawna i wielokrotnie opisywana. Zinwentaryzował ją K. Kowalski w 1951 r. Dokumentację sporządzili A. Górny i M. Szelerewicz, plan jaskini opracował M. Szelerewicz w 2009 r.. Jaskinia była badana przez archeologów. Po raz pierwszy jej namulisko częściowo rozkopał G. Ossowski w 1880 r. W 1939 r. dalej jaskinię badał S. Krukowski. Archeolodzy znaleźli w niej kości zwierząt oraz krzemienne narzędzia z okresu środkowego i górnego paleolitu. Były to krzemienne odłupki, narzędzia, materiały postaszelskie, oryniackie i lewaluaskie z wczesnego wurmu i kilka fragmentów kości malowanych ochrą. Świadczą one o pobycie w tym miejscu neandertalczyków.
W tej samej skale Okrążek, ale u jej podstawy, bezpośrednio nad korytem starorzecza znajduje się Jaskinia Wiślana Wschodnia i Jaskinia Wiślana Zachodnia.

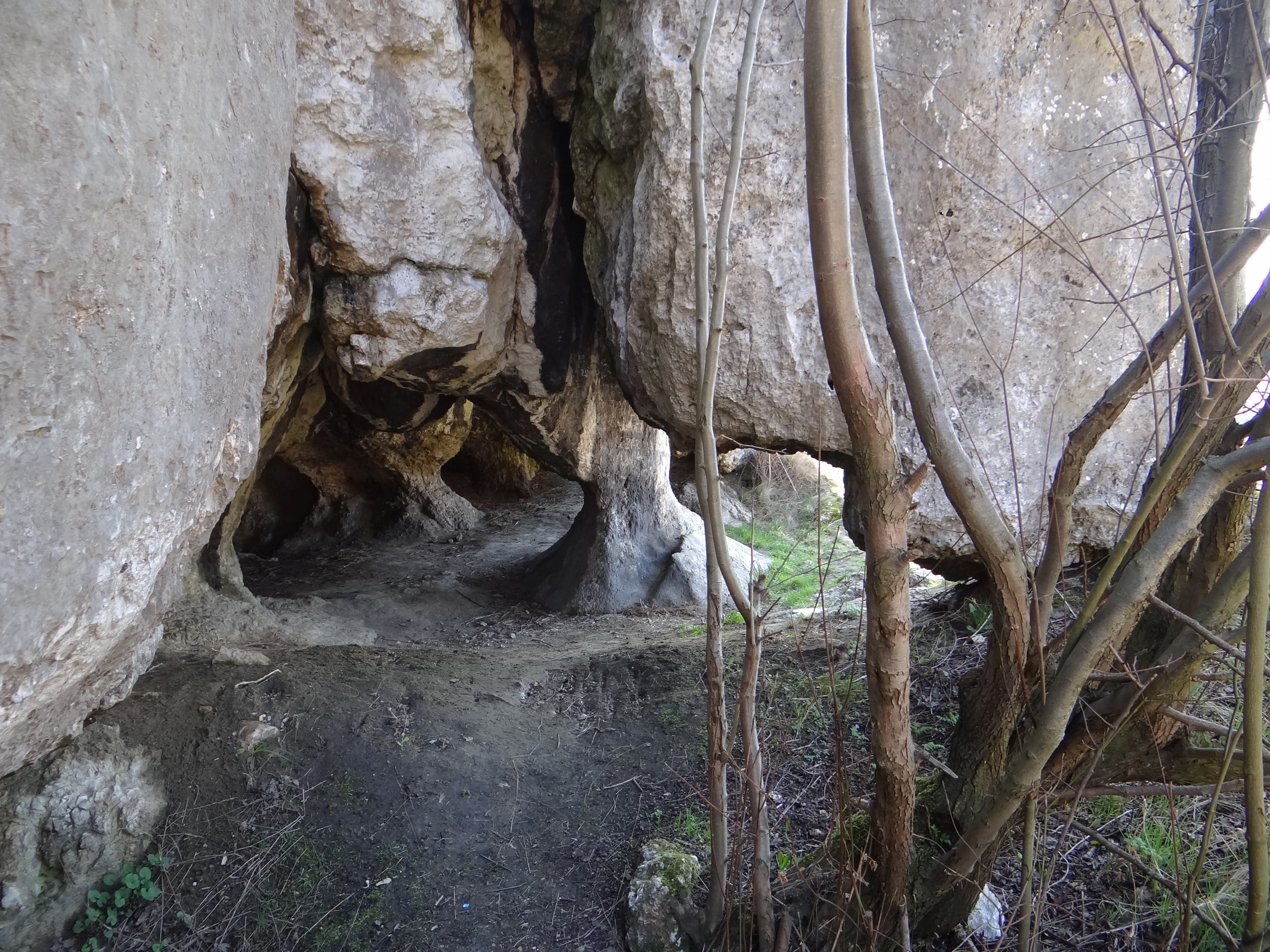
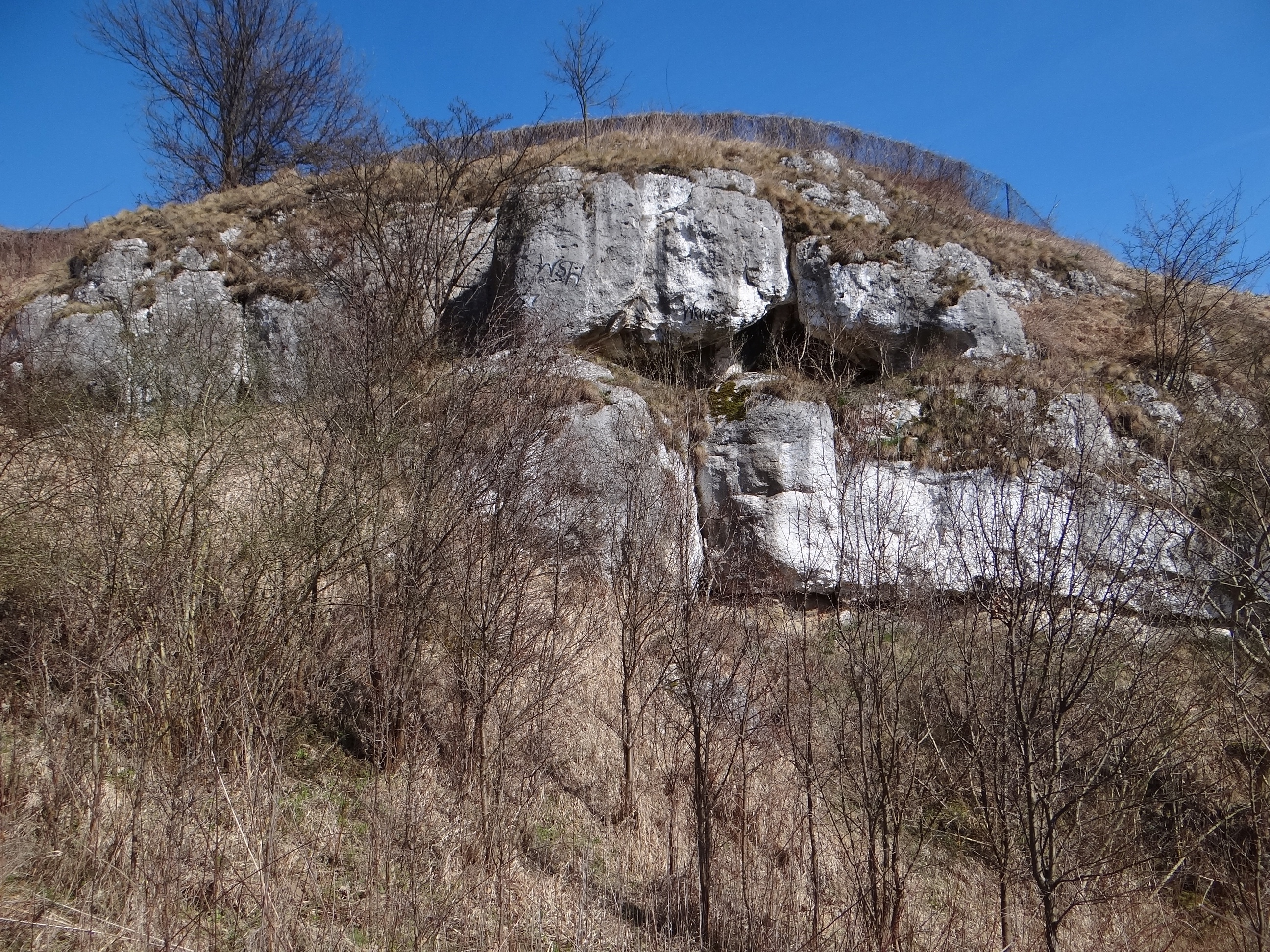
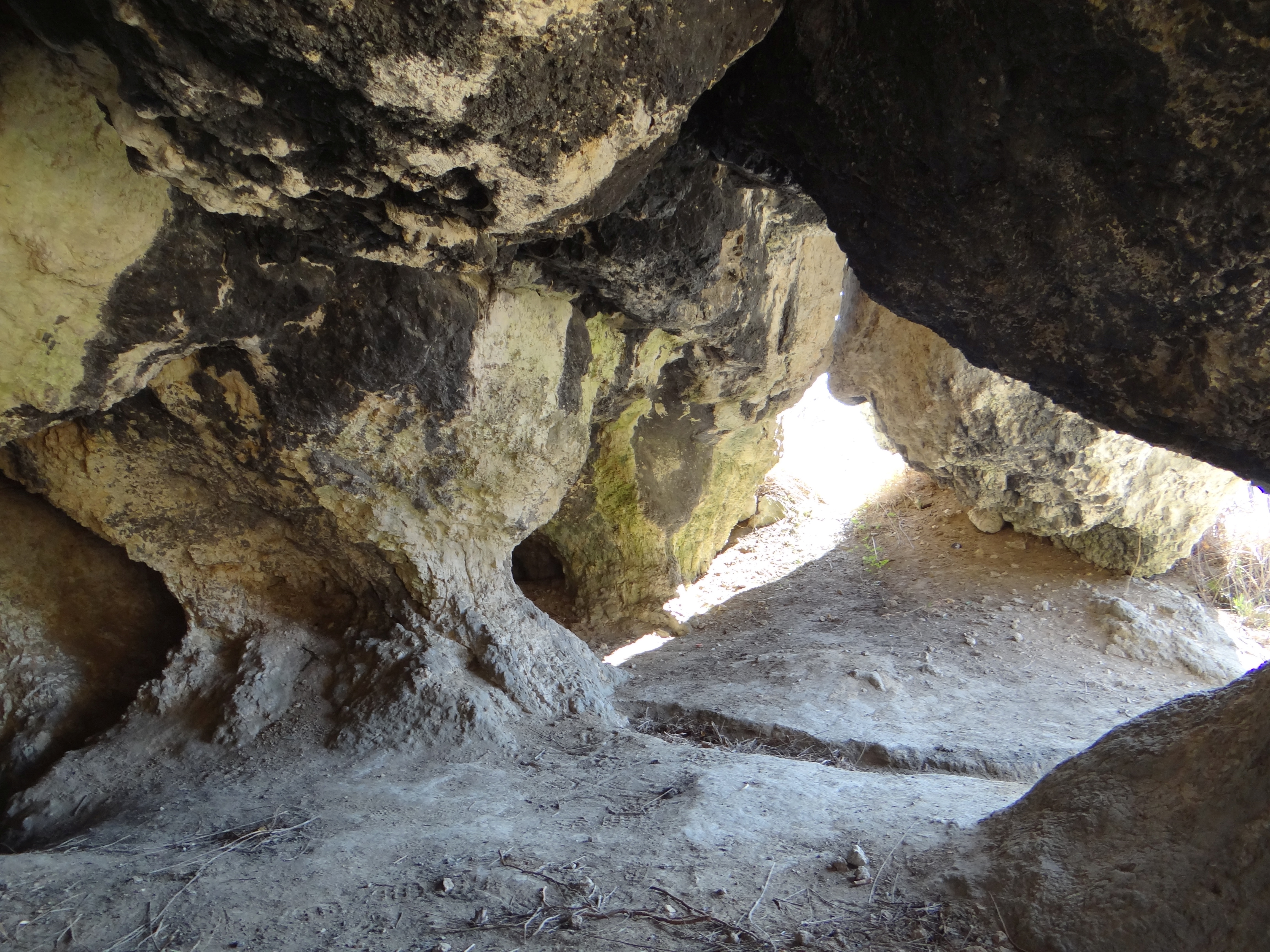
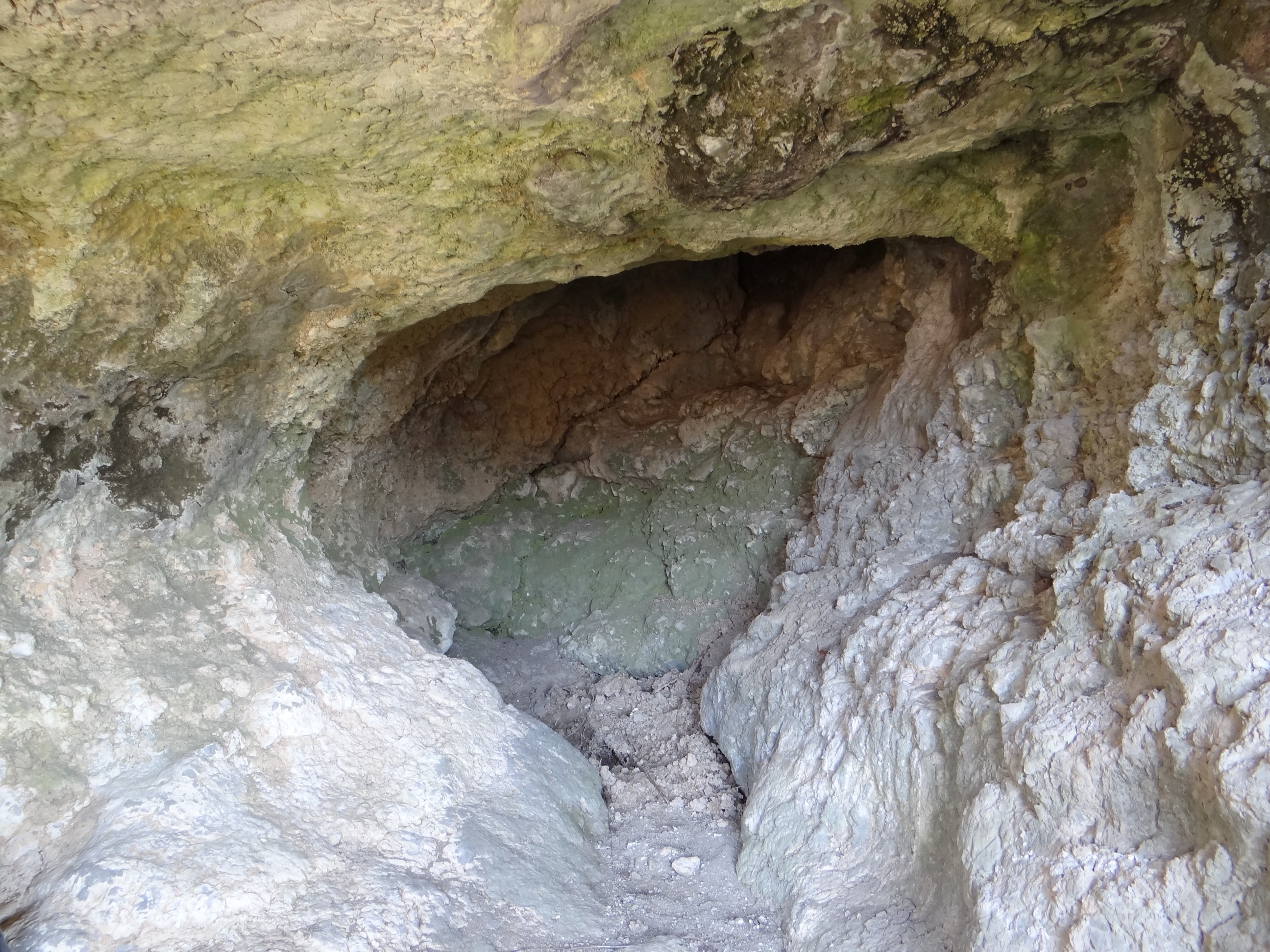
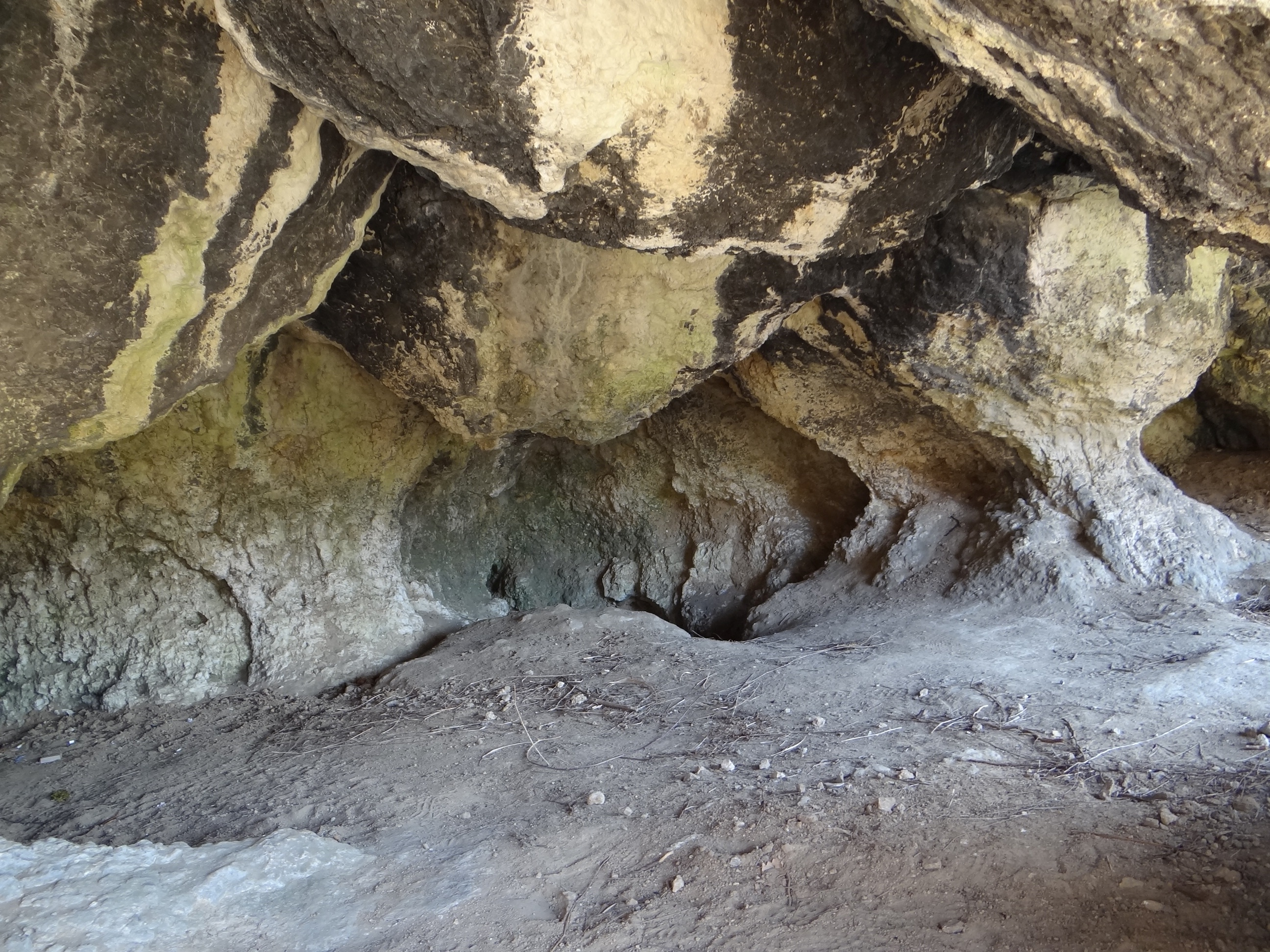